# Camellia achrysantha
Camellia achrysantha là một loài thực vật có hoa trong họ Theaceae. Loài này được Hung T.Chang & S.Ye Liang mô tả khoa học đầu tiên năm 1994.